# Wang Jian

Wang Jian, född 1598 i Taicang, död 1677, var en kinesisk ämbetsman, målare och poet. Wang var en framstående konstkännare och tillhörde kretsen kring Wang Shimin. Liksom denne anslöt han till Yuan-mästarna och deras förebilder Tung Yuan och Churan. Han var självständigare än Wang Shimin tack vare sin mer utpräglade måleriska läggning. Wang använde tuschen i rika valörer och arbetade med stark känsla för landskapets rytmiska struktur.